# Авеню Эмиль Золя (станция метро)
Авеню Эмиль Золя (фр. Avenue Émile-Zola) — станция линии 10 Парижского метрополитена, расположенная в XV округе Парижа. Названа по одноимённой авеню, получившей своё имя в честь писателя Эмиля Золя. 

## История
- Станция открылась 13 июля 1913 года в составе первого пускового участка линии 8 (Опера — Шарль Мишель). 27 июля 1937 года, в ходе реорганизации линий метро на левом берегу Парижа, станция перешла в состав линии 10.
- Пассажиропоток по станции по входу в 2011 году, по данным RATP, составил 1 479 756 человек[2]. В 2013 году этот показатель незначительно снизился и составил 1 476 223 пассажиров (280 место по уровню входного пассажиропотока в Парижском метро)[3]

## Галерея

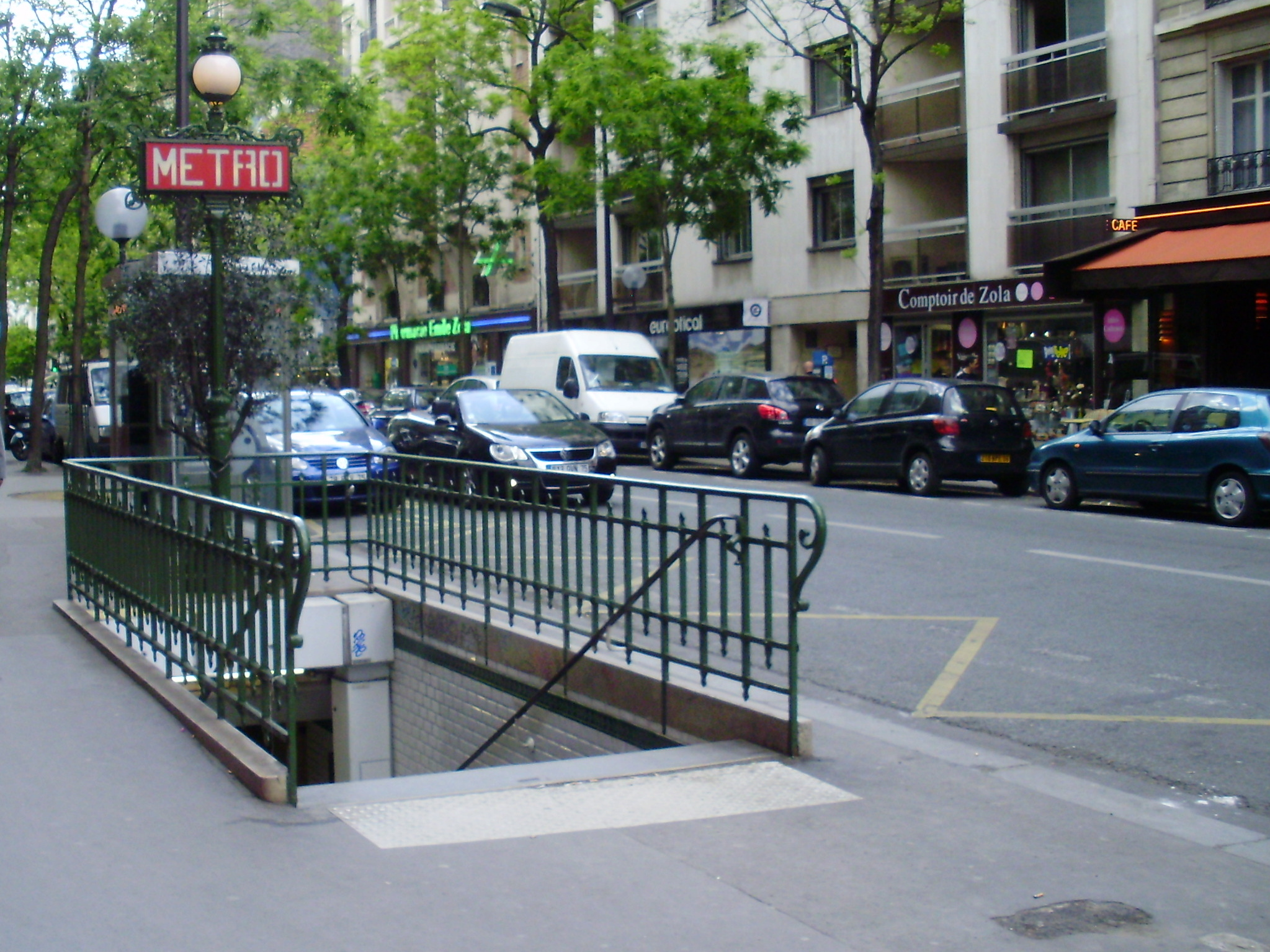
Лестничный сход